# 北見枝幸駅

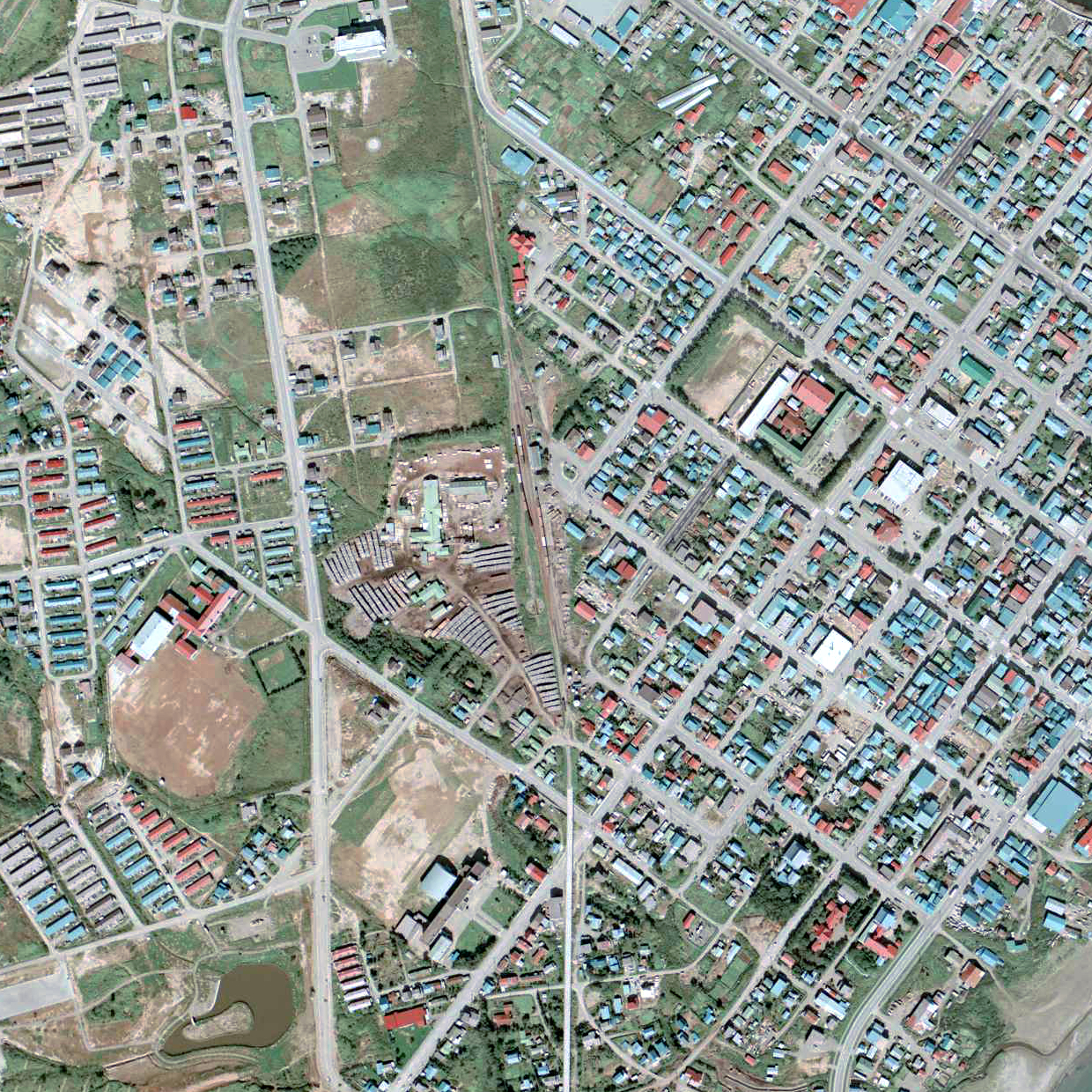
1977年の北見枝幸駅と周囲約1km範囲。上が浜頓別方面。単式ホーム1面1線、駅舎横に貨物ホームと引込み線、駅裏に2本の副本線を有する。かつては小さな機関区を持っていて、転車台の跡が残っている。南側雄武方面へ未成線区間が伸びていて、高架部分が見える。駅裏は広いストックヤードになっていて木工所があり、構内南端の引上げ線が未成線区間の陸橋手前まで伸ばされて木工所土場の貨物積卸線として使用されている。この未成線区間の陸橋には、かつての殖民軌道枝幸線がS字カーブを描いて当市街道路へ乗り込んでいた軌道跡が小道に転用されて接する。軌道は写真右中央の交差点手前へ伸びていた。

北見枝幸駅（きたみえさしえき）は、北海道（宗谷支庁）枝幸郡枝幸町字栄町にあった日本国有鉄道（国鉄）興浜北線の駅（廃駅）である。電報略号はエサ。事務管理コードは▲122005。

## 歴史
当駅から南に向かい、興浜南線の終端駅である雄武駅との間50キロ強が鉄道で結ばれる計画があり（興浜線）、路盤や施設などは一部が建設されていたが、同区間は未成線のまま開通することなく、興浜北線・南線も廃止された。また、当駅は宗谷本線美深駅を起点とする美幸線の終点ともなる予定であったが、同線は「日本一の赤字線」となるほど経営環境が悪く、やはり路盤や施設などの一部が建設されていた仁宇布駅から先の未成区間も建設工事が凍結された上で廃止された。

### 年表
- 1936年（昭和11年）7月10日 - 鉄道省興浜北線浜頓別駅 - 当駅間開通に伴い開業（一般駅）[4][5]。
- 1941年（昭和16年）6月27日 - 駅舎改築[6]。
- 1944年（昭和19年）11月1日 - 不要不急線指定に伴い興浜北線が前日の営業をもって鉄道運輸営業休止となったことにより[7]、営業休止[5]。
- 1945年（昭和20年）12月5日 - 興浜北線の旅客運輸営業開始（再開）に伴い、営業再開[8][5]。
- 1949年（昭和24年）6月1日 - 公共企業体である日本国有鉄道に移管。
- 1984年（昭和59年）2月1日 - 貨物・荷物取扱い廃止[1]。
- 1985年（昭和60年）7月1日 - 興浜北線の廃線に伴い廃止となる[9]。

### 駅名の由来
開業時の自治体名・地名（枝幸村エサシ）より。同音の江差線江差駅との区別の為、旧国名「北見」を冠している。

## 駅構造
廃止時点で、単式ホーム1面1線を有する地上駅で、興浜北線の終端駅であった。ホームは線路の東側（北見枝幸方面に向かって左手側）に存在した。また貨物用などの側線を2線有し、そのほか駅舎側本線の延長上から浜頓別方の駅舎側に分岐し、駅舎南側のホーム切欠き部分の貨物ホームへの貨物側線を1線有していた。
職員配置駅となっており、駅舎は構内の東側に位置しホーム中央部分に接していた。開業から5年目に改築された白壁の駅舎であった。尚、1981年（昭和56年）6月時点では駅舎正面中央辺りに「興浜北線 終着駅 北見枝幸駅」の看板が建っていた。
構内には興浜線・美幸線未成区間の路盤が完成しており、レールの敷設が行われればすぐにでも列車が走行可能な状態であった。
当駅の南側には美幸線・興浜線の高架橋（延長367m）が完成していたが、列車が通ることはなく、1991年（平成3年）に解体撤去された。高架橋の跡地は町道となっている。

## 利用状況
乗車人員の推移は以下のとおり。年間の値のみ判明している年については、当該年度の日数で除した値を括弧書きで1日平均欄に示す。
| 年度               | 乗車人員 | 乗車人員 | 出典   | 備考                     |
| 年度               | 年間     | 1日平均  | 出典   | 備考                     |
| ------------------ | -------- | -------- | ------ | ------------------------ |
| 1936年（昭和11年） |          | 51       | [ 14 ] |                          |
| 1937年（昭和12年） |          | 55       | [ 14 ] |                          |
| 1938年（昭和13年） |          | 53       | [ 14 ] |                          |
| 1939年（昭和14年） |          | 73       | [ 14 ] |                          |
| 1940年（昭和15年） |          | 90       | [ 14 ] |                          |
| 1941年（昭和16年） |          | 84       | [ 14 ] |                          |
| 1942年（昭和17年） |          | 140      | [ 14 ] | この後1944年から営業休止 |
| 1945年（昭和20年） | 8,770    | (24.0)   | [ 15 ] | 12月5日から営業再開      |
| 1946年（昭和21年） | 52,271   | (143.2)  | [ 15 ] |                          |
| 1947年（昭和22年） | 55,815   | (152.5)  | [ 16 ] |                          |
| 1948年（昭和23年） | 67,112   | (183.9)  | [ 16 ] |                          |
| 1949年（昭和24年） | 75,286   | (206,3)  | [ 16 ] |                          |
| 1950年（昭和25年） | 73,038   | (200.1)  | [ 16 ] |                          |
| 1951年（昭和26年） | 77,141   | (210.8)  | [ 16 ] |                          |
| 1952年（昭和27年） | 79,307   | (217.3)  | [ 16 ] |                          |
| 1953年（昭和28年） | 69,556   | (190.6)  | [ 16 ] |                          |
| 1954年（昭和29年） | 67,969   | (186.2)  | [ 16 ] |                          |
| 1955年（昭和30年） | 68,178   | (186.3)  | [ 16 ] |                          |
| 1956年（昭和31年） | 86,773   | (237.7)  | [ 16 ] |                          |
| 1957年（昭和32年） | 88,872   | (243.5)  | [ 16 ] |                          |
| 1958年（昭和33年） | 91,615   | (251.0)  | [ 16 ] |                          |
| 1959年（昭和34年） | 93,075   | (254.3)  | [ 16 ] |                          |
| 1960年（昭和35年） | 93,440   | (256.0)  | [ 16 ] |                          |
| 1961年（昭和36年） | 94,323   | (258.4)  | [ 16 ] |                          |
| 1962年（昭和37年） | 94,908   | (260.0)  | [ 16 ] |                          |
| 1963年（昭和38年） | 89,696   | (245.1)  | [ 16 ] |                          |
| 1964年（昭和39年） | 88,367   | (242.1)  | [ 16 ] |                          |
| 1966年（昭和41年） | 88,960   | (243.7)  | [ 16 ] |                          |
| 1967年（昭和42年） | 87,222   | (239.0)  | [ 16 ] |                          |
| 1978年（昭和53年） |          | 108      | [ 17 ] |                          |
| 1981年（昭和56年） |          | （50.0)  | [ 10 ] | 1日当たりの乗降客数100人 |

## 駅周辺
宗谷支庁内では2番目に大きい町。西條百貨店などがある。
- 国道238号（宗谷国道）[18]
- 枝幸町役場
- 枝幸町観光協会
- 枝幸警察署
- 枝幸郵便局
- 北海道枝幸高等学校
- 枝幸中学校
- 枝幸小学校
- 厳島神社 - 江戸時代創建
- 稚内信用金庫枝幸支店
- 宗谷南農業協同組合（JA宗谷南）本所
- 枝幸漁業協同組合
- 駅前食堂
- ウスタイベ岬 - 駅から北に約3.2km[10]。景勝地のウスタイベ千畳岩がある。
- 北幸公園 - ショウブ園がある。
- 児童公園 - 1998年（平成10年）時点で、キハ27形気動車キハ27 24と、スユニ50形客車スユニ50 515が静態保存され、そろばん教室に転用されていた[19]。

## バス路線
駅跡がバスターミナルとなっている。
- 宗谷バス「枝幸ターミナル」停留所
  - 音威子府駅・名寄駅経由札幌行・旭川行
  - 歌登行
  - 浜頓別行
  - 雄武行
  - 三笠線（町内循環バス）

## 駅跡
2000年（平成12年）時点で、駅舎跡地は交通公園として整備されており「北見枝幸駅跡」の記念碑が建立されている。その向かいに建つバスターミナルも駅跡である。駅名標、行先標、乗車券、備品など、興浜北線の資料が、バスターミナル2階に開設された「交通記念館」に展示されていたが、バスターミナルの1階に移された後、2012年（平成24年）の時点ではバスターミナルからオホーツクミュージアム枝幸に移され、その一部のみ常設展示されている。資料の多くは収蔵庫に保管され通常は公開されていないが、収蔵庫公開の折に見る事が出来る。以前は同施設の2階に置かれていただけであったが現在は整理された形での展示となっている。また、交通公園の周囲は駅前の雰囲気が残り「駅前食堂」という名の食堂や駅前旅館も残っていた。この食堂は2010年（平成22年）時点でも営業中である。線路跡は町道「興浜線通」に転用されており、末端部分は国道の跨線橋下まで続いている。

## 隣の駅
日本国有鉄道
興浜北線
問牧駅 - 北見枝幸駅 - （未成区間） <南枝幸信号場（計画・仮称）>  - 岡島駅（計画・仮称）
美幸線（未成区間）
下幌別駅（計画・仮称） - ＜南枝幸信号場（計画・仮称）＞ - 北見枝幸駅

## 殖民軌道枝幸線
歌登町営軌道の前身である殖民軌道枝幸線が、当駅附近の枝幸駅（初名・枝幸港駅）まで開通していた。1930年（昭和5年）9月開業。1951年（昭和26年）廃止。